# 柯柏德·甘迪
柯柏德·甘迪（英語：Kobad Ghandy；1951年—）是印度共产党（毛主义）前党员、前政治局委员。2009年被捕，2019年出狱。

## 生平
生于孟买一个富裕的帕西人家庭。父母是Nergis和阿迪（Adi），阿迪是葛兰素史克公司的高级财务主管。 先在杜恩公學学习，然后在孟买St. Xavier's College学习。 他去英国进修特许会计课程，深受巴苏·阿查里亚（Basu Acharya）的革命思想的影响。 在那里他参与了左翼政治，但很快被逮捕并被驱逐出境。未完成其学业。
英迪拉·甘地总理任期内，他首先在孟买进行社会政治活动。 到1982年，他和妻子离开孟买到那格浦尔。他是保护民主权利委员会（Committee for the Protection of Democratic Rights）的创始成员。
1981年成为印度共产党（马列）人民战争中央委员会委员。2004年印度共产党（马列）人民战争和印度毛主义共产主义中心合并为印度共产党（毛主义）时，也成为其中央委员，并在2007年成为政治局委员。
甘迪主管西南局，协调泰米尔纳德邦、卡纳塔克邦、喀拉拉邦和马哈拉施特拉邦的纳萨尔派活动，在那里他们的活动仍然停滞不前。考虑到他分析国家和国际发展的能力，他被赋予在城市地区传播毛派影响力和管理其宣传部门的任务。甘迪承认，尽管印度中部和北部的纳萨尔派运动迅速蔓延，但它并未在其他邦扎根。即使在奥里萨邦、贾坎德邦、比哈尔邦和切蒂斯格尔邦，该党也未能赢得平原地区和城镇的人民，而这一运动在部落地带得到加强。该党意识到它一直未能获得中产阶级和知识分子的支持，它要求甘迪制定战略和措施以赢得这两个人群，为此组建了群众组织分委员会（Sub-Committee on Mass Organisations），由甘迪领导。
接受癌症治疗时，于2009年9月17日在南德里被捕。2013年，在狱中写了几篇名为《自由和人民解放的问题》的文章。2019年获释。2021年9月，出版其回忆录《断裂的自由：狱中回忆录》。2021年11月27日，印度共产党（毛主义）中央委员会发表声明，将柯柏德·甘迪开除出党。其后，印共（毛）中央发表了对柯柏德·甘迪《断裂的自由》一书的答复，认为他否定了马克思列宁毛主义和党的路线，违背了党的组织规则，背叛了党、运动和人民。

## 个人生活
1983年与阿努拉达·甘迪（后来成为印共（毛）中央委员）结婚。

## 文化
描述印度毛派的电影《无法避免的战争》中的角色戈文德（Govind Suryavanshi）教授受柯柏德·甘迪启发。